# August Moßdorff

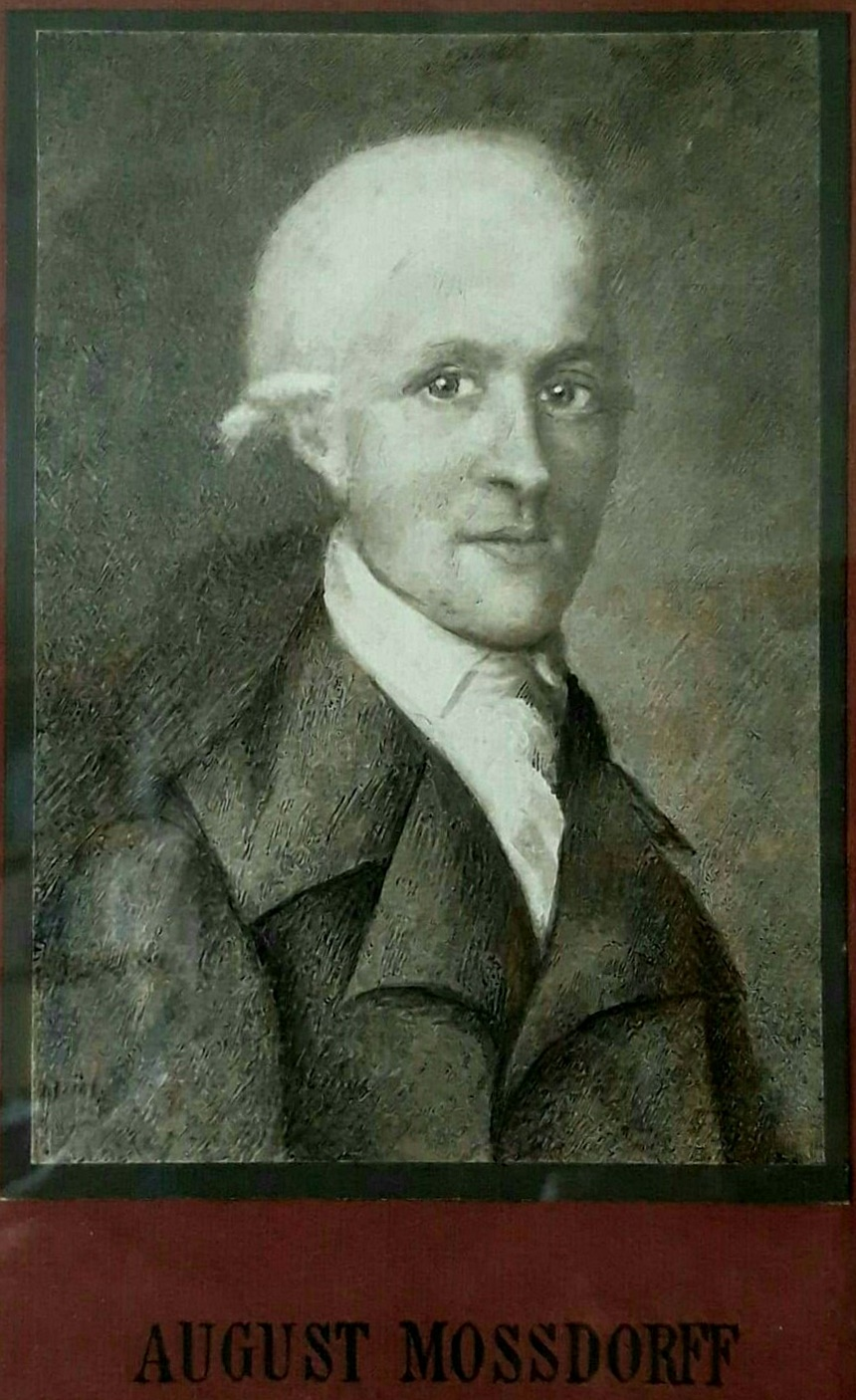
August Moßdorff, um 1793

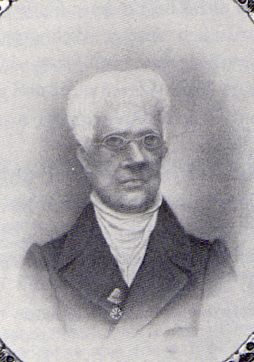
Altersbild (Daguerreotypie um 1840) mit Verdienstorden der Bayerischen Krone

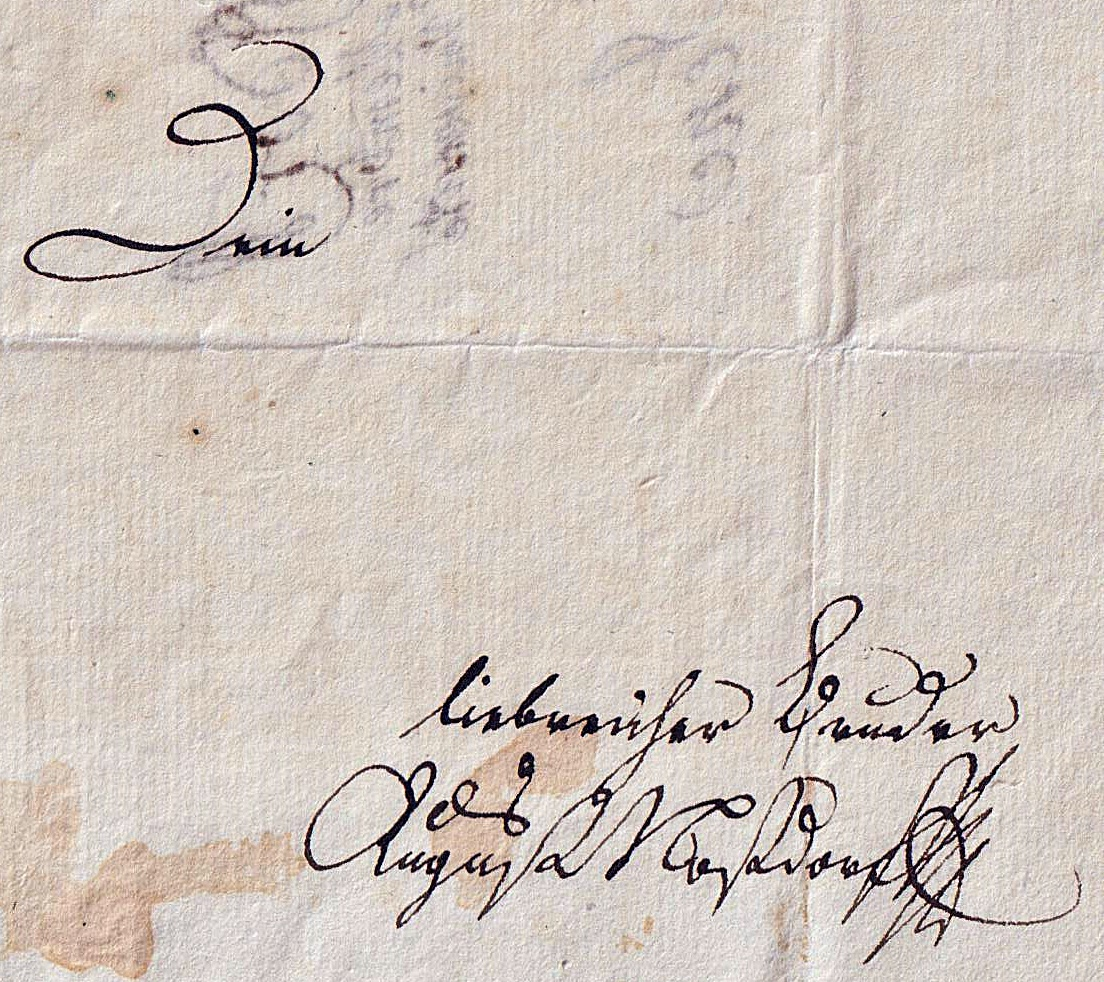
Unterschrift von Brief an den Bruder, 1777: Dein liebreicher Bruder August Moßdorff. Museum im Alten Rathaus Grünstadt.

August Moßdorff (* 7. April 1758 in Eckartsberga; † 17. Juni 1843 in Mainz) war hoher Beamter und führender deutscher Jakobiner, 1821 erhielt er das Bayerische Adelsprädikat.

## Leben und Wirken
Als Sohn des Eckartsbergaer Amtmannes Carl Moßdorff und der Dorothea Euphania geb. Wislicenus geboren, studierte er in Leipzig, Göttingen und Hannover. 1784 trat er in die Dienste der Grafen von Leiningen-Westerburg und wurde Rat sowie Gerichtsschreiber in Grünstadt/Pfalz.
August Moßdorff sympathisierte mit den Ideen der Französischen Revolution und schied daher 1793 aus den Leiningen-Westerburgschen Diensten aus, um Grünstadt beim Nationalkonvent der Mainzer Republik in Mainz zu vertreten. Dort vertrat er die Forderung nach einer Annexion des Linken Rheinufers durch Frankreich. Er wurde vom Konvent zum Mitglied der neuen Regierung, der sog. „Allgemeinen Administration“ ernannt.
Am 14. Februar 1793 wurde er zu einem der deutschen "Subkommissare" ernannt, die im Auftrag der Franzosen die neue Ordnung durchsetzen sollten. In diesem Zusammenhang war er, gemeinsam mit französischen Militärs, an Plünderungen beteiligt. Eine von ihm durchgeführte Verbrennung eines Bildes des Kaisers führte dazu, dass Österreich 1814 Vorbehalte gegen seine Weiterbeschäftigung anmeldete.
Als einer der wenigen Jakobiner, die auch während der Belagerung von Mainz 1793 in der Stadt verblieben, verschaffte er sich Autorität. Nach der Übergabe von Stadt und Festung wurde er am 23. Juli 1793 verhaftet und auf der Festung Ehrenbreitstein inhaftiert; 1794 bis 1795 auf der Burg Königstein.
Nach seiner Freilassung wurde er französischer Verwaltungsbeamter auf dem annektieren Linken Rheinufer. 1801 wurde er zum stellvertretenden Präfekten im Département du Mont-Tonnerre ernannt. Nach dem Tod von Jeanbon St. André am 10. Dezember 1813 wurde August Moßdorff interimistischer Präfekt bis zur Übergabe des Départements an die Alliierten. Im Zuge der französischen Nationalgüterveräußerung erwarb er die Schloßmühle in Großkarlbach und das zuvor von ihm nur gemietete Haus am Fischmarkt in Mainz.
Trotz seiner franzosenfreundlichen Einstellung schätzten auch die späteren Siegermächte seine Verwaltungserfahrung. Die österreichisch-bayerische Gemeinschaftliche Landes-Administrations-Kommission ernannte ihn zum Direktor des Départements. Er nahm das Amt formell an, schützte dann aber Krankheit vor, um es nicht antreten zu müssen. 1816 trat er in großherzoglich Hessische Dienste und wurde zum Regierungsrat ernannt. Ende März wurde er Mitglied der rheinhessischen Provinzialregierung unter Ludwig von Lichtenberg. 1821 zeichnete man ihn mit dem Ritterkreuz des Verdienstordens der Bayerischen Krone aus, verbunden mit dem persönlichen Adelstitel. Seit 1829 lebte er mit dem Titel Geheimer Regierungsrat im Ruhestand.
August Moßdorff war verheiratet mit Philippine Jacobi aus Grünstadt, Tochter des dortigen Kronenwirts Johann Jakob Jacobi. Ihre Schwester Rosina Juliana Wilhelmina hatte 1788 den Revolutionär Karl Christian Parcus (1763–1819) geehelicht. Moßdorffs Neffe (Sohn seines Bruders Friedrich, 1757–1843) war der sächsische Jurist und Revolutionär Bernhard Moßdorf (1802–1833).
Das Museum im Alten Rathaus Grünstadt besitzt eine umfangreiche Sammlung seiner Originalbriefe, hauptsächlich an seine Frau in Grünstadt, später in Heidesheim bzw. Mainz, und an seinen Bruder in Jena.